# Grammoptera militaris
Grammoptera militaris är en skalbaggsart som först beskrevs av Louis Alexandre Auguste Chevrolat 1855.  Grammoptera militaris ingår i släktet Grammoptera och familjen långhorningar. Inga underarter finns listade i Catalogue of Life.